# Pierre Binétruy
Pour les articles homonymes, voir Binétruy.
Pierre Binétruy, né le 14 août 1955 à Casablanca et mort le 1er avril 2017 à Paris, est un physicien théoricien français.
Il a œuvré pour faire connaître au grand public le monde de la relativité générale.

## Biographie
Pierre Binétruy est né en 1955.
Il obtient son doctorat en 1980. Pierre Binétruy est professeur à l'université de Paris-Diderot, spécialiste de la cosmologie et des interactions fondamentales de l'univers. Impliqué dans la fondation du laboratoire AstroParticule et Cosmologie (APC), il en a été le directeur jusqu'en 2013. Il a créé le Mooc intitulé Gravité ! Du Big Bang aux trous noirs. Il considère que les ondes gravitationnelles « sont des messagers parfaits », car elles peuvent nous parvenir intactes depuis leur lieu d'émission et il pense que la technologie actuelle ne permet pas encore de détecter les ondes du Big Bang. En 2015, il est nommé membre senior de l'Institut universitaire de France.
Pierre Binétruy est mort en avril 2017.

## Prix
- 1995 : Prix Thibaud
- 1999 : Prix Paul-Langevin

## Publications
- (en) Supersymmetry : from concepts to searches, Oxford, Oxford University Press, 2006, xii-520 (ISBN 978-0-19-850954-7, lire en ligne)
- À la poursuite des ondes gravitationnelles : dernières nouvelles de l'Univers, Malakoff, Dunod, 2016, 262 p. (ISBN 978-2-10-075860-9).
- « Au-delà de la relativité générale: Une théorie quantique de la gravitation est nécessaire », Pour la Science, no 457,‎ novembre 2015.